# Шамаль

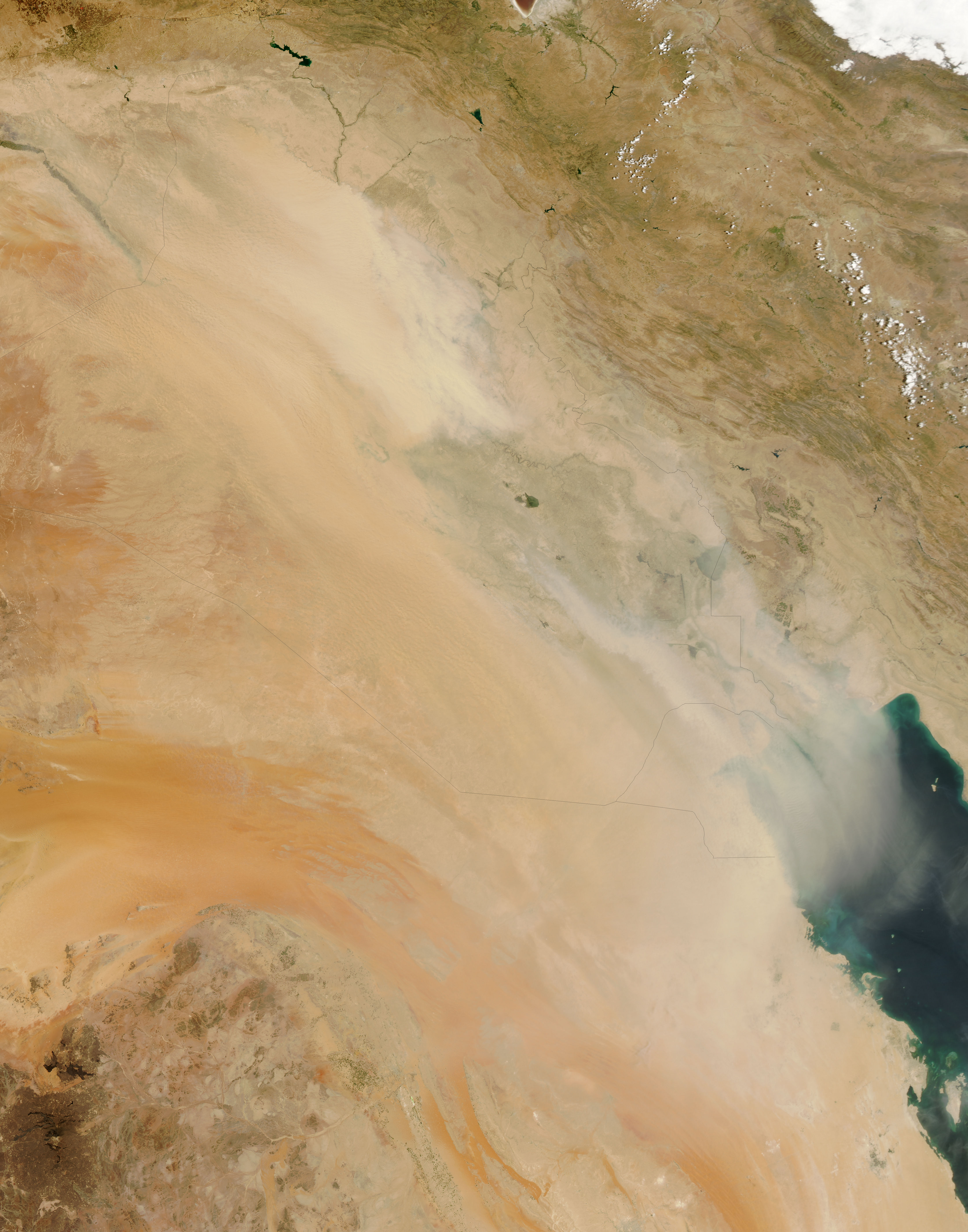
Песчаная буря над Ираком

Шама́ль (варианты: шамал, шемал, шемаль, шамали; от араб. شمال‎ — «север») — северо-западный сезонный ветер, который дует над территорией Ирака и государств Персидского залива (включая Саудовскую Аравию и Кувейт). В течение дня обычно сильный, к ночи ослабевает.
Ветер может образовываться в любом районе на вышеуказанной территории от одного до нескольких раз в году чаще летом, изредка — зимой. Образовавшийся ветер переносит на большие расстояния тучи песка на территорию Ирака из соседних Иордании и Сирии.

## Климатология
Появлению шамаля способствуют сильные северо-западные ветры, приходящие с территории Турции и Сирии и направляющиеся вдоль Персидского залива к высоким равнинам на юго-западе Саудовской Аравии. Чаще всего ветер усиливается в период весны-лета. В это время года полярное струйное течение, направляясь к югу, приближается к субтропическому струйному течению на юге. Эта близость способствует формированию сильных, сухих, холодных фронтов, которые в свою очередь образуют шамаль. Сильный ветер шамаля формируется перед и за фронтом. На территории Ирака шамаль царствует от 20 до 50 дней в году.

## Фольклор
Согласно фольклору, первый шамаль, появляющийся в районе 25 мая, называется аль-Хаффар (араб. الحفار‎ — копатель), так как он выкапывает в дюнах пустынь глубокие впадины. Второй шамаль, появляясь в начале июня, совпадает с Ас-Сурайей (араб. الثرية‎ — звезда рассвета) и поэтому называется Бахир Сурайя. В период этого шамаля, считающегося самым жестоким, рыбаки не выходят в море, так как по преданию этот ветер разрушает корабли. Последний шамаль появляется к концу июня. Его называют ад-Дабаран (араб. الدبران‎ — последователь). Он достаточно силён и продолжается несколько дней. Характерной чертой этого шамаля является то, что пыль, переносимая им, проникает во все щели, поэтому местные жители стараются как можно крепче запирать двери и окна.